# Nedervetil
Nedervetil (en finois Alaveteli) est une ancienne municipalité de la région d'Ostrobotnie à l'ouest de la Finlande.

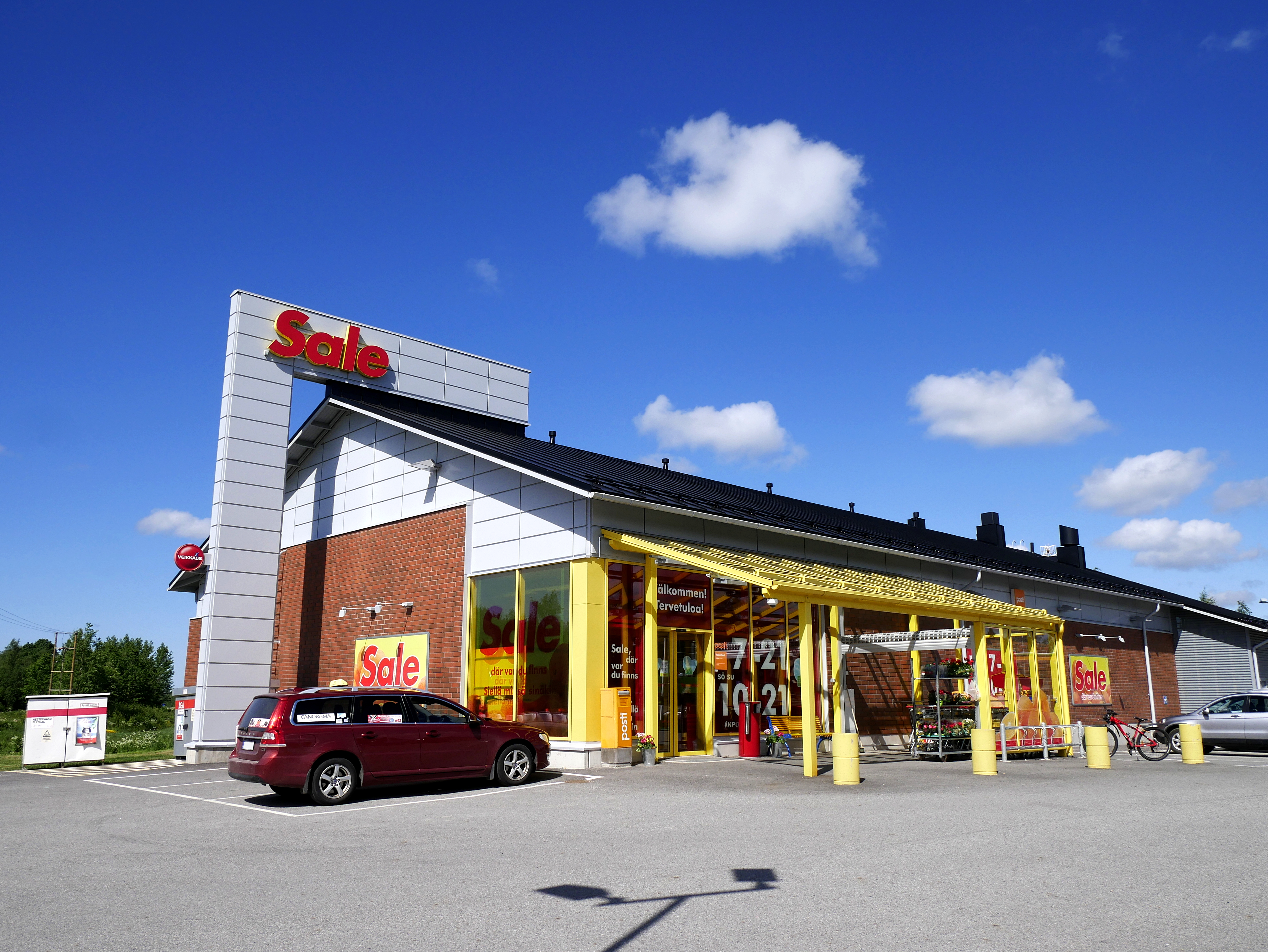
Commerce à Nederveti.